# Acanthodoris nanega
Acanthodoris nanega is een slakkensoort uit de familie van de Onchidorididae. De wetenschappelijke naam van de soort werd voor het eerst geldig gepubliceerd in 1969 door Burn.